# Polding (Dorfen)
Polding ist ein Gemeindeteil der Stadt Dorfen im oberbayerischen Landkreis Erding.

## Lage
Der Weiler Polding liegt in der Luftlinie 6,3 Kilometer nordöstlich von Dorfen und 2 Kilometer nordwestlich von Schwindegg.

## Hofkapelle
Die wohl dem Verfall preisgegebene Hofkapelle ist ein eigentlich denkmalgeschützter, kleiner Satteldachbau mit Ziegelornamentik und Treppengiebel aus der Mitte des 19. Jahrhunderts. Sie ist mit ihrer Ausstattung in die Liste der Baudenkmäler in Dorfen eingetragen.

## Bevölkerungsentwicklung
Um 1871 gab es in Polding 33 Einwohner. In der Nachkriegszeit des Ersten Weltkriegs stieg die Bevölkerungszahl um 1925 auf 62 Einwohner an. Im Mai 1987 lebten dort 19 Einwohner in sieben Wohngebäuden.
| Jahr      | 1871 | 1925 | 1950 | 1970 | 1987 |
| Einwohner | 42   | 62   | 44   | 39   | 30   |

Polding 1
Polding 3, Wohnstall
Polding 4
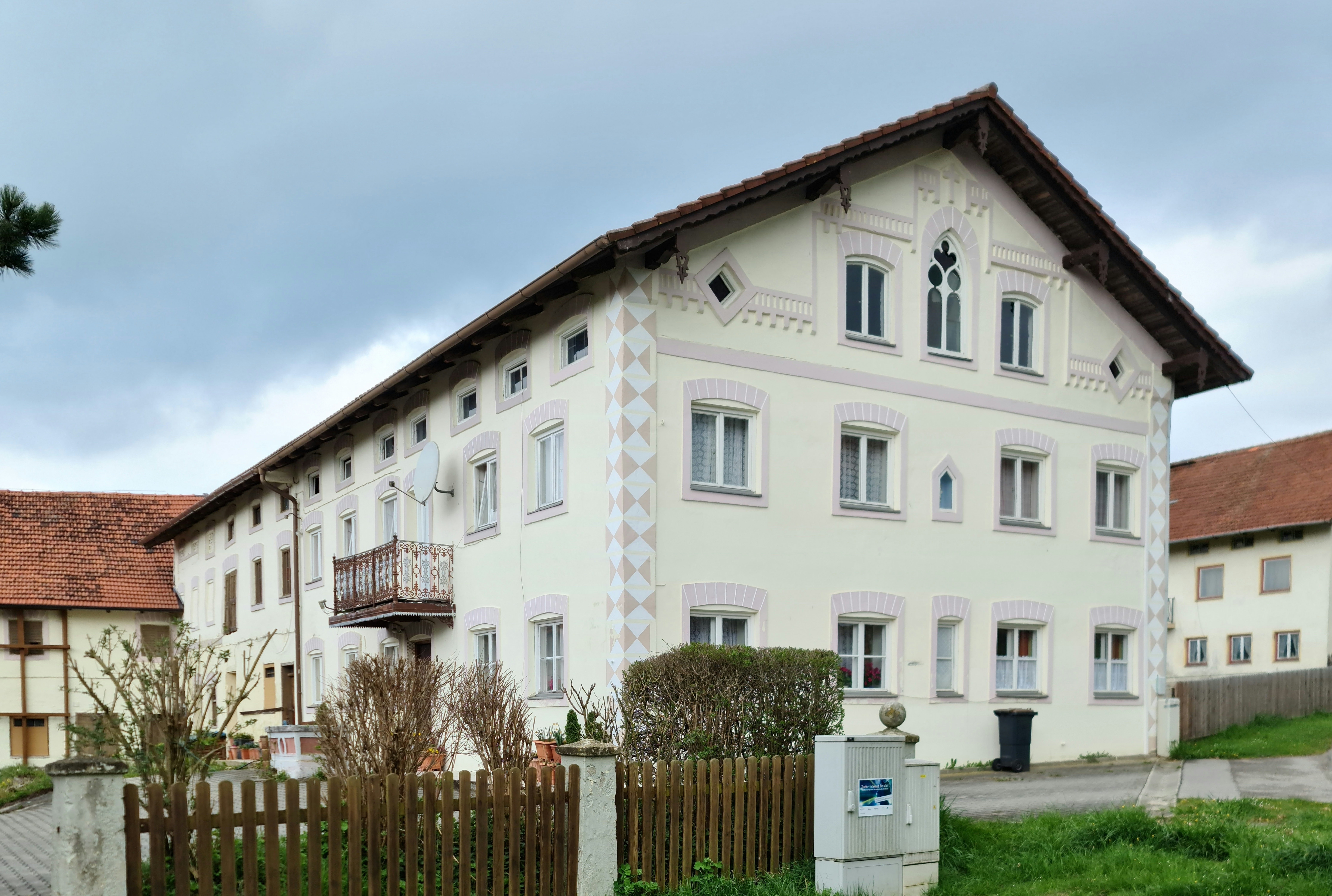
Polding 6, Wohngebäude
Polding 6, Remise und Stall